# ضابط أنظمة التسليح
ضابط أنظمة التسليح أو ضابط منظومات الأسلحة (بالإنجليزية: Weapon systems officer): اويعرف اختصارا بـ (WSO) وتنطق ويزو "wizzo"، هو ضابط طيران عسكري، يشارك مباشرة في العمليات الجوية ويدير أنظمة الأسلحة للطائرة.

## معرض صور

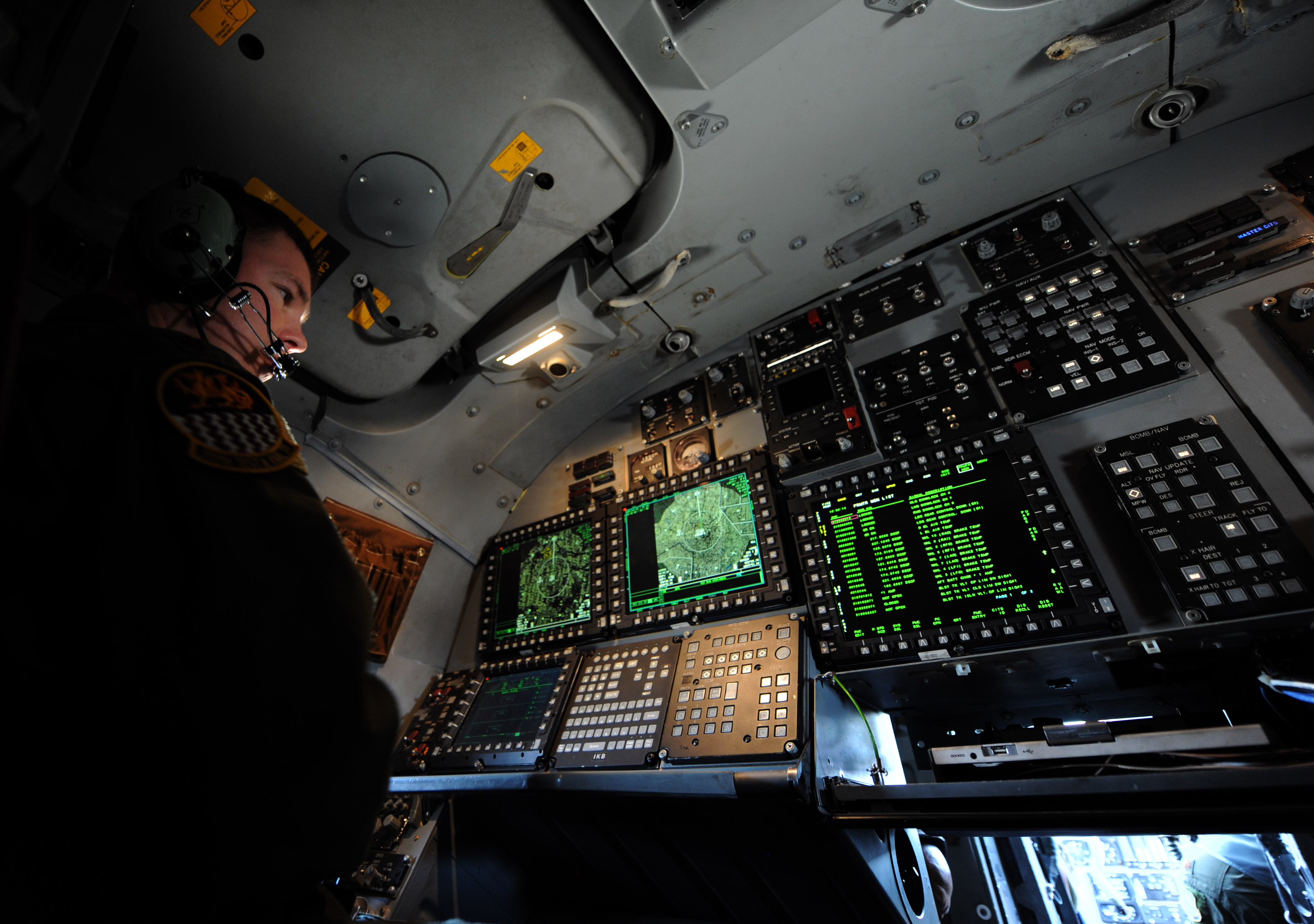
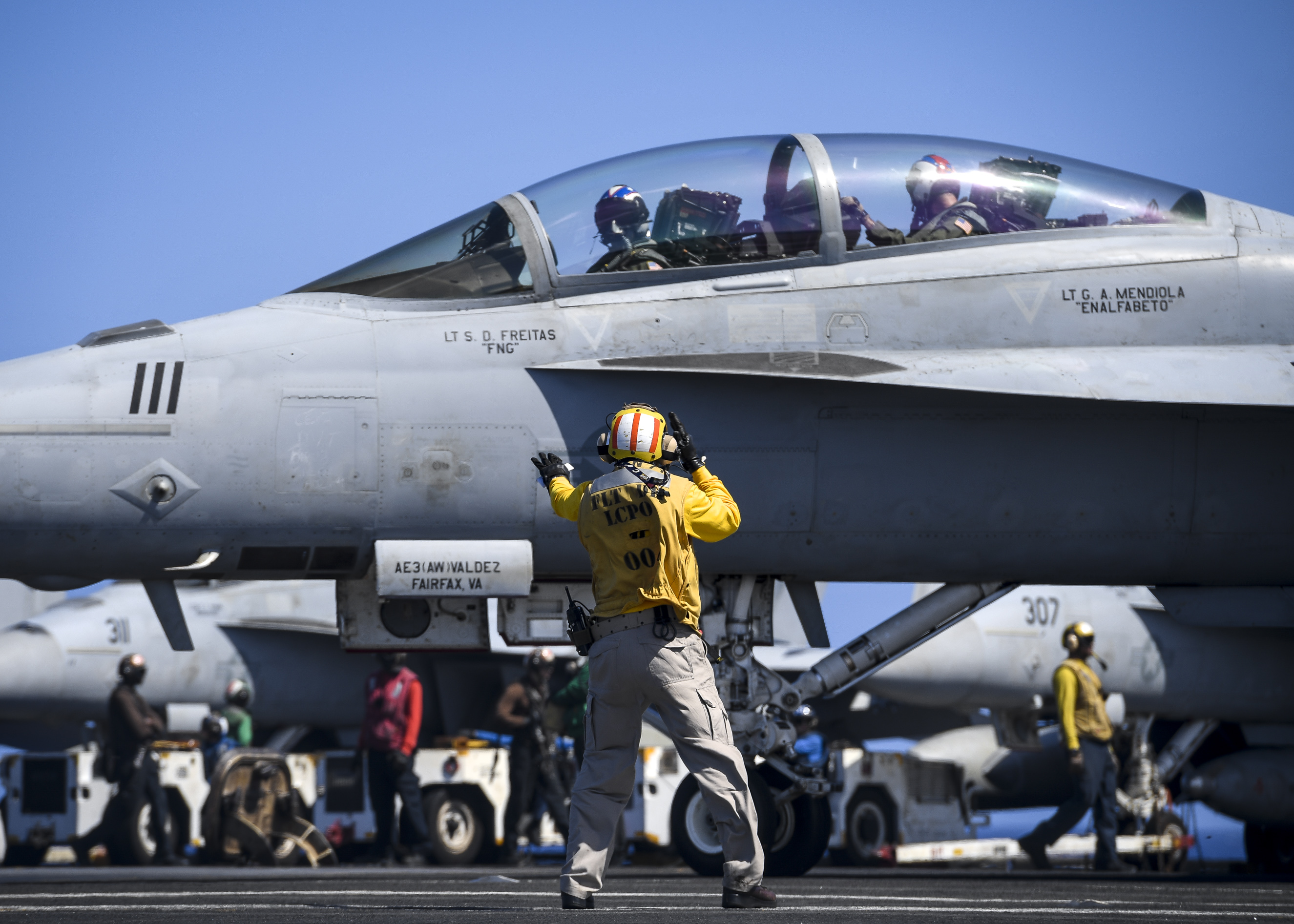
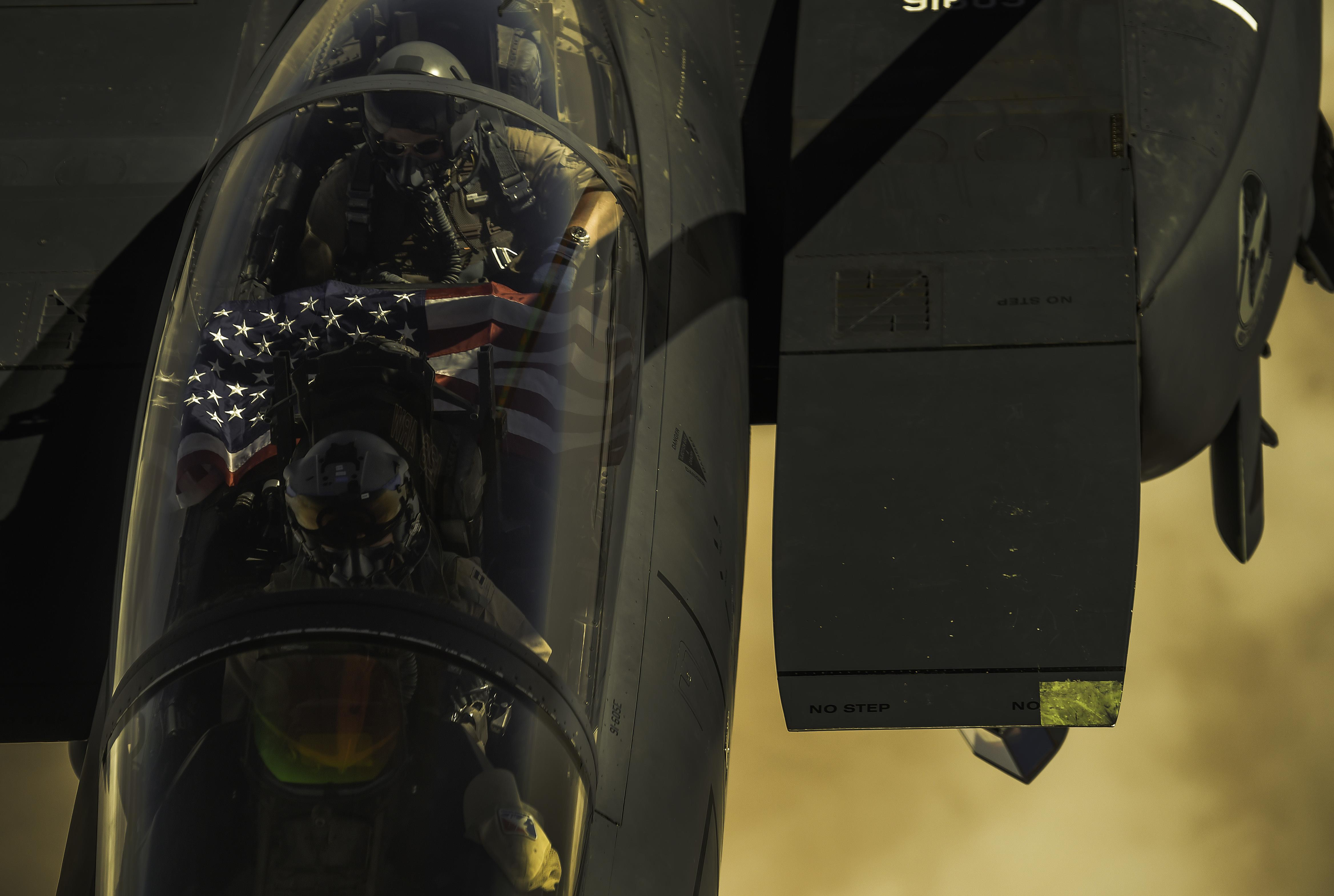